# Gourmet Girl Graffiti
Gourmet Girl Graffiti (яп. 幸腹グラフィティ) або Happy Cooking Graffiti — це йонкома, написана та проілюстрована Макото Каваєм. Перший розділ манґи вийшов у березні 2012 року у журналі Manga Time Kirara Miracle!. Манґа адаптована студією Shaft в аніме-серіал, трансляція якого відбулася з січня по березень 2015 року.

## Сюжет
Мачіко Рьо — учениця середньої школи другого року навчання — живе сама після смерті бабусі. Незважаючи на відмінний кулінарний талант, Рьо здається, що її страви несмачні. Проте все змінюється після знайомства з Моріно Кірін, троюрідною сестрою Рьо, що залишається у неї на вихідні та ходить до тієї ж підготовчої школи у Токіо. Саме Кірін показує Рьо, що їжа смачна тоді, коли розділена з друзями та сім'єю.

## Персонажі
Мачіко Рьо яп. 町子 リョウ — учениця другого року навчання середньої школи, що живе сама та дуже вправна у приготуванні їжі. Хоче вступити до художньої старшої школи.
Сейю: Ріна Сато
Моріно Кірін (яп. 森野 きりん) — троюрідна сестра Рьо, що живе в неї на вихідних. Відвідує ту ж підготовчу школу, що і Рьо, але лише недільні курси.
Сейю: Асука Оґаме
Шіна (яп. 椎名) — подруга Рьо, вчиться з нею в одному класі.
Сейю: Мікако Комацу
Цуюко (яп. 露子) — покоївка в домі Шіни.
Сейю: Юу Кобаяші
Мачіко Акіра (яп. 町子 明) — тітка Рьо. Багато працює, тому рідко бачиться з нею.
Сейю: Ай Нонака
Учікі Юкі (яп. 内木 ユキ)
Сейю: Юка Іґучі

## Медіа

### Манґа
Оригінальна йонкома, написана та проілюстрована Макото Каваєм, вперше побачила світ у березневому випуску 2012 року журналу Manga Time Kirara Miracle! видавництва Houbunsha. Houbunsha опублікувала перший танкобон 26 січня 2013, а четвертий том вийшов 25 грудня 2014 року.

### Аніме
Аніме-адаптація манґи здійснюється студією Shaft, режисером якої є Тацува Наоюкі. Показ першої серії на каналах TBS, MBS та CBC відбувся 9 січня 2015 року., а на BS-TBS — 10 січня 2015. Автор сценарію — Окада Марі, дизайн персонажів виконав Шіоцукі Кадзуя. Опенінґом стала пісня «Shiawase ni Tsuite Watashi ga Shitteiru Itsutsu no Hōhō» (яп. 幸せについて私が知っている5つの方法 П'ять способів отримання щастя, про які я знаю) у виконанні Сакамото Мааї. Ендінґ — «Egao ni Naru» (яп. 笑顔になる Стань посмішкою) — виконують Ріна Сато та Асука Оґаме. В Північній Америці аніме ліцензоване Sentai Filmworks під назвою Gourmet Girl Graffiti («Графіті гурманки»).

#### Список серій
| № | Назва                                                         | Дата показу    |
| --- | ------------------------------------------------------------- | -------------- |
| 1 | Гаряча, соковита «ほかほか, じゅわっ (Hokahoka, Juwa)»        | 9 січня 2015   |
| Мачіко Рьо намагається зробити свої страви смачними, відтоді, як померла її бабуся. До неї на вихідні починає приїжджати її троюрідна сестра, Моріно Кірін, яка перед цим посварилася з мамою. Рьо здивована, що Кірін подобається смак приготованого нею набе і, скуштувавши його, переконується, що воно дійсно смачне. На наступний день, після повернення Кірін з підготовчої школи з температурою, Рьо готує для неї кіцуне удон та інарі-суші. Це нагадує їй про те, як бабуся доглядала за нею, коли вона хворіла. Того ж вечора, Кірін припускає, що їжа була несмачною для Рьо, бо вона завжди їла одна, і тому вирішує стати для неї членом сім'ї. Зранку Кірін повертається додому, щоб помиритится з мамою, а Рьо з нетерпінням очікує на їхню зустріч через тиждень. |                                                               |                |
| 2 | Повітряна, пекуча «ふんわり、ゴガガガッ (Funwari, Gogagaga)»  | 16 січня 2015  |
| З приходом весни, Рьо запрошує Кірін помилуватися цвітінням сакури разом з її тіткою Акірою. Відвідуючи місцевий продуктовий ярмарок, вони зустрічають однокласницю Рьо Шіну. З'ївши бенто, Рьо та Кірін прощаються з Акірою та повертаються додому. Там Рьо пропонує Кірін намалювати квітуче дерево неподалік, а також готує тамаґоякі, щоб таким чином виразити радість від того, що змогла дізнатися про неї більше. |                                                               |                |
| 3 | Поживна, хрумка «ショクショク, ドロッ (Shokushoku, Doro)»     | 23 січня 2015  |
| Апетит Рьо зумовлює помилку на екзамені з художніх вмінь, змушуючи хвилюватись за те, як про це сказати батькам. Намагаючись її підбадьорити, Кірін запрошує Шіну на обід з рису та паростків бамбука. На наступний день, надихнувшись їхньою улюбленою передачею, дівчата вирішують приготувати різні види омурайсу, кульмінацією чого стає відомий м'який омурайс. |                                                               |                |
| 4 | Соковита, хрумка «じんわり, バリリッ (Jinwari, Bariri)»       | 30 січня 2015  |
| Рьо засмучена через відміну занять у зв'язку з днем підготовки для вчителів. Кірін йде разом із сім'єю до китайського ресторану, а Шіна хворіє через дощову погоду, тож Рьо знову одна і її страви стратили свій смак. Щоб відволіктися, Рьо вирушає до бібліотеки, де зустрічає давню знайому, Ватанабе, яка показує їй всі ті куховарські книжки для початківців, що брала її бабуся. Рьо вражена тим, що бабуся колись не вміла готувати, і, водночас, дізнається, що бабуся все це робила заради неї, і, навіть, змінювала рецепти з книг, щоб вони найкраще смакували Рьо. Зголоднівши, Рьо заходить до крамниці неподалік, де купує теж саме, що і колись. Думки про бабусю та своє дитинство надають стравам чудовий смак і, таким чином, Рьо дізнається про ще одну передумову хорошої їжі. У піднесеному настрої Рьо готується до наступного візиту Кірін, вирішивши навчитись готувати так, що смакувало Моріно. |                                                               |                |
| 5 | Сьорбай, Ковтай «ぢゅるるんっ、ごくん。 (Jururun, Gokun)»     | 6 лютого 2015  |
| Втомившись від виконання домашніх завдань під час літніх канікул, Шіна запрошує Рьо та Кірін до себе додому, де вони зможуть провести літні дні не так, як деінде. Прибувши до екстравагантного дому Шіни, Кірін отримує помідор від, як їй здалося, матері Шіни, але виявляється, що це не так. Згодом, під час пошуків бамбука для ковзанки сомен, вони зіштовхуються з попередньою жінкою, яка є, насправді, покоївкою Шіни, Цуюко. Доки мати Шіни готує ковзанку, Цуюко допомагає Рьо та Кірін приготувати локшину та соус. Після цього мати Шіни зізнається, що це саме вона попросила Шіну запросити дівчат у гості, аби віддячити за дружбу з дочкою. Зрештою, вони проводять дещо запізнілий фестиваль Танабата та запускають феєрверки, таким чином зробивши більшість літніх справ, які вони змогли придумати.                                                                                                   |                                                               |                |
| 6 | Гаряча, Пружна «あつあつ、もちもち。 (Atsuatsu, Mochi Mochi)» | 13 лютого 2015 |
| Страждаючи від літньої спеки, Рьо та Кірін вирішують приготувати смаженого вугра, щоб відновити сили. Виявивши, що кондиціонер несправний, дівчата разом приймають ванну та вирішують поїсти морозива. Після цього Кірін усвідомлює, що їй все одно чогось не вистачає. А об'єктом її бажання виявляється не характерний для літа червоний суп з квасолі, який, як виявилося хотіла і Рьо, аби подолати біль у животі, зумовлений такою кількістю не поєднуваної їжі. |                                                               |                |
| 7 | Волога, Пухка «ジュー、プシーッ (Jū, Pushī)»                  | 20 лютого 2015 |